# Cutina inquieticolor
Cutina inquieticolor är en fjärilsart som beskrevs av Dyar 1922. Cutina inquieticolor ingår i släktet Cutina och familjen nattflyn. Inga underarter finns listade i Catalogue of Life.